# 한국장애인고용공단
한국장애인고용공단(韓國障碍人雇傭公團, Korea Employment Agency for Persons with Disabilities, KEAD)은 장애인이 직업을 통해 안정된 생활과 완전한 사회참여를 실현하고, 기업이 장애인고용을 통해 사회에 기여하도록 지원하기 위하여 '장애인고용촉진 및 직업재활법' 제43조에 의거 1990년 9월에 설립된 고용노동부 산하 위탁집행형 준정부기관이다. 소재지는 경기도 성남시 분당구 구미로173번길 59 (구미동)이다.

## 주요기능 및 역할
- 장애인의 고용촉진 및 직업재활에 관한 정보의 수집ㆍ분석ㆍ제공 및 조사ㆍ연구
- 장애인에 대한 직업상담ㆍ직업적성검사ㆍ직업능력평가 등 직업지도
- 장애인에 대한 직업적응훈련ㆍ직업능력개발훈련ㆍ취업알선ㆍ취업 후 적응지도
- 사업주와 관계기관에 대한 직업재활 및 고용관리에 관한 기술적 사항 지도ㆍ지원
- 장애인의 직업적응훈련시설, 직업능력개발훈련시설 및 장애인표준사업장 운영
- 장애인의 고용촉진을 위한 취업알선 기관 간 취업알선전산망 구축ㆍ관리, 홍보 교육 및 장애인기능경기대회 등 관련사업
- 장애인고용촉진 및 직업재활과 관련된 공공 및 민간기관간 업무연계 및 지원

## 연혁
- 1990년 1월 13일: 장애인고용촉진 등에 관한 법률 공포(제4219호)
- 1990년 9월 1일: 한국장애인고용촉진공단 설립[1]
- 1992년 1월 1일: 일산직업전문학교 인수ㆍ운영
- 1993년~1997년: 서울사무소 등 12개 사무소 개소
- 1993년 7월 1일: 인천, 광주, 대전사무소 개소
- 2000년 1월 12일: '장애인고용촉진 및 직업재활법' 공포(법률 제6166호)
- 2000년 1월 27일: 고용개발원 개원
- 2004년 1월 29일: 장애인고용촉진 및 직업재활법 개정 (의무고용사업주 범위 확대, 300인 이상 → 50인 이상)
- 2004년 11월 3일: 직업전문학교 명칭변경(직업전문학교→직업능력개발센터)
- 2005년 5월 31일: 장애인고용촉진 및 직업재활법 개정 (업종별 적용제외율 폐지)
- 2006년 3월 22일: 경기북부지사 개소
- 2006년 6월 12일: 울산지사 개소
- 2007년 7월 13일: 장애인고용촉진 및 직업재활법 개정 (자회사형 표준사업장제도 도입)
- 2007년 12월 27일: 장애인고용촉진 및 직업재활법 개정 (장애인 인식개선교육 실시의무, 정부부문 장애인 의무고용률 상향조정 등)[2]
- 2010년 1월 1일: 의무고용률 상향조정(공공부문 3%, 민간부문 2.7%), 중증장애인 2배수 고용 인정, 한국장애인고용공단으로 명칭 변경 및 직업능력개발센터 명칭변경(직업능력개발센터→직업능력개발원)[3]
- 2012년 3월 6일: 경북, 충남, 전남지사 설치
- 2015년 ~ 2017년 서울맞춤훈련센터 등 8개 훈련 센터 설치
- 2018년 1월: 서울동부, 경기동부지사 설치
- 2018년 9월 ~ 2020년 8월 7일 인천맞춤훈련센터 등 19개 훈련 센터 설치
- 2019년 1월 1일: 지역본부제 도입(서울, 부산, 대구, 광주, 대전, 경기)
- 2020년 12월 31일: 훈련센터를 지역본부·지사로 편제
- 2021년 6월 30일: 보조공학센터 1개소 설치

## 조직

### 이사장
- 비서실
- 감사
  - 감사실장
    - 감사실

#### 기획관리이사
- 기획관리실
  - 혁신기획부
  - 조직예산부
  - 운영지원부
  - 인재개발부
  - 정보지원부
- 능력개발국
  - 능력개발운영부
  - 능력개발지원부
- 홍보협력실

#### 고용촉진이사
- 고용촉진국
  - 취업지원부
  - 근로지원부
- 고용지원국
  - 기업지원부
  - 고용창출부

## 소속기관
- 고용개발원
- 직업능력개발원
  - 일산직업능력개발원[4]
  - 부산직업능력개발원[5]
  - 대구직업능력개발원[6]
  - 대전직업능력개발원[7]
  - 전남직업능력개발원[8]
- 지역본부
  - 서울지역본부[9]
  - 부산지역본부[10]
  - 대구지역본부[11]
  - 광주지역본부[12]
  - 대전지역본부[13]
  - 경기지역본부[14]
- 지사
  - 서울동부지사[15]
  - 서울남부지사[16]
  - 서울북부지사[17]
  - 인천지사[18]
  - 울산지사[19]
  - 경기동부지사[20]
  - 경기서부지사[21]
  - 경기북부지사[22]
  - 강원지사[23]
  - 충북지사[24]
  - 충남지사[25]
  - 전북지사[26]
  - 전남지사[27]
  - 경북지사[28]
  - 경남동부지사[29]
  - 경남서부지사[30]
  - 제주지사[31]
- 훈련센터
  - 서울맞춤훈련센터[32]
  - 천안아산디지털훈련센터[33]
  - 창원맞춤훈련센터[34]
  - 인천맞춤훈련센터[35]
  - 전주맞춤훈련센터[36]
  - 제주맞춤훈련센터[37]
  - 구로디지털훈련센터[38]
  - 판교디지털훈련센터[39]
  - 인천디지털훈련센터[40]
  - 광주디지털훈련센터[41]
  - 서울발달장애인훈련센터[42]
  - 서울남부발달장애인훈련센터[43]
  - 인천발달장애인훈련센터[44]
  - 강원발달장애인훈련센터[45]
  - 광주발달장애인훈련센터[46]
  - 전남발달장애인훈련센터[47]
  - 전북발달장애인훈련센터[48]
  - 대전발달장애인훈련센터[49]
  - 세종발달장애인훈련센터[50]
  - 충남발달장애인훈련센터[51]
  - 충북발달장애인훈련센터[52]
  - 경기발달장애인훈련센터[53]
  - 경기북부발달장애인훈련센터[54]
  - 부산발달장애인훈련센터[55]
  - 울산발달장애인훈련센터[56]
  - 경남발달장애인훈련센터[57]
  - 대구발달장애인훈련센터[58]
  - 경북발달장애인훈련센터[59]
  - 제주발달장애인훈련센터[60]
- 보조공학센터